# Jacob Laursen (Fußballspieler, 1994)
Jacob Barrett Laursen (* 17. November 1994 in Arden) ist ein dänischer Fußballspieler. Er steht in Schweden bei BK Häcken unter Vertrag und ist ein ehemaliger dänischer Nachwuchsnationalspieler.

## Karriere

### Verein
Laursen begann mit dem Fußballspielen in seinem Geburtsort Arden im Norden von Jütland, wo er Arden IF beitrat, und wechselte im Alter von 14 Jahren in die Fußballschule von Aalborg BK. 2012 wechselte er ins Ausland zum italienischen Rekordmeister Juventus Turin, für den er allerdings nur in der Primavera-Mannschaft zum Einsatz kam. Nach einem Jahr kehrte der Verteidiger auf Leihbasis in sein Geburtsland zurück und schloss sich dem Odense BK an. Zuvor absolvierte er ein Probetraining beim vom ehemaligen dänischen Nationalspieler Jon Dahl Tomasson trainierten niederländischen Erstligisten Excelsior Rotterdam.
Sein erstes Erstligaspiel absolvierte Laursen am 10. November 2013 beim 1:3 im Heimspiel in der Superliga gegen den FC Vestsjælland. In der Saison 2013/14 kam er zu lediglich sechs Punktspieleinsätzen, wurde im Juli 2014 dennoch fest verpflichtet. Nachdem er in seiner ersten Saison nach seiner permanenten Verpflichtung zu keinem Einsatz gekommen war, spielte Laursen in der Endphase der Saison 2015/16 regelmäßiger und stand in jedem seiner Spiele in der Startelf. Auch in der Saison 2016/17 gehörte der Abwehrspieler nicht zu den Stammspielern, spielte allerdings häufiger. In der Saison 2017/18 erkämpfte er sich ab dem siebten Spieltag einen Stammplatz, fehlte allerdings in zwei Partien wegen eines Handbruchs sowie in der Abstiegsrunde aufgrund einer Blinddarmoperation. Sein erstes Tor gelang Laursen am 24. September 2017 beim 3:1-Heimsieg gegen Randers FC. Die Spielzeit 2018/19 bedeutete den endgültigen Durchbruch von Laursen in Odense, der seitdem zumeist auf der Position des linken Verteidigers oder als linker Mittelfeldspieler zum Einsatz kam. Im Frühjahr 2020 musste er mit seinem Klub gegen den Abstieg spielen, konnte mit ihm jedoch die Klasse halten.
Zur Saison 2020/21 wechselte der Däne nach Deutschland zum Bundesligaaufsteiger Arminia Bielefeld. Dort unterzeichnete er einen Vertrag mit einer Laufzeit von drei Jahren. In seinem ersten Jahr in Ostwestfalen stand Laursen in den Ligaspielen oft in der Anfangsformation, hatte allerdings in lediglich 16 der 34 Bundesligapartien gespielt. In der Saison 2021/22 spielte er dann öfter.
Zur Saison 2022/23 stieg die Arminia in die 2. Bundesliga ab. Laursen bestritt noch das 1. Saisonspiel für den Verein. Dann wechselte er zum belgischen Erstdivisionär Standard Lüttich, bei dem er einen Vertrag mit einer Laufzeit von drei Jahren, mit der Option der Verlängerung um ein weiteres Jahr, unterschrieb. In seiner ersten Saison bestritt er 22 von 39 möglichen Ligaspielen für Standard sowie zwei Pokalspiele. Nachdem er in der neuen Saison die ersten zwei Ligaspiele für Standard bestritten hatten, wechselte er Mitte August 2023 nach Schweden zu BK Häcken.

### Nationalmannschaft
Laursen spielte 2010 einmal für die dänische U16-Mannschaft. Daraufhin spielte er viermal für die U17-Nationalmannschaft und nahm auch an der Weltmeisterschaftsendrunde 2011 in Mexiko teil, wo die Dänen nach der Gruppenphase ausschieden. Dabei kam Laursen zu einem Einsatz. Nach dem altersbedingten Ausscheiden aus der U17 kam er von 2011 bis 2012 sechsmal für die U18-Elf zum Einsatz, 2013 absolvierte Laursen ein Spiel für die U19-Nationalmannschaft. Im selben Jahr spielte er auch dreimal für die U20-Mannschaft. 2016 nahm Laursen mit Dänemark an den Olympischen Spielen in Rio de Janeiro teil und kam dabei im Gruppenspiel gegen Südafrika zu seinem einzigen Einsatz.